# Plaza de Camachos
La plaza de Camachos es una plaza histórica de la ciudad de Murcia (Región de Murcia, España), que debe su nombre al célebre político y noble murciano del siglo XIX Pedro Rosique y Hernández, marqués de Camachos.
Edificada en el siglo XVIII como una de las principales iniciativas urbanísticas del llamado siglo de oro murciano, forma parte del desarrollo del denominado barrio del Carmen, nuevo emplazamiento urbano al otro lado del río Segura. Fue inicialmente concebida como plaza de toros de la ciudad.

## Orígenes
La plaza del marqués de Camachos (actualmente plaza de Camachos) fue y es un importante nudo de comunicación. Se encuentra entre el Puente de los Peligros y el Jardín de Floridablanca, haciendo de primer hito urbano de la principal vía de acceso al castizo barrio del Carmen una vez atravesado el puente, inicio del antiguo camino real a Cartagena.
Como parte de las nuevas obras arquitectónicas y reformas urbanas que se acometieron en la ciudad a mediados del XVIII (como el mencionado Puente de los Peligros o las intervenciones en el conjunto catedralicio), en 1742 se entregó el proyecto de esta plaza a Jaime Bort (arquitecto encargado de los trabajos del puente y de la fachada de la Catedral), cuyas obras se prologaron entre 1759 y 1769 dirigidas ya por Martín Solera, que modificó la planta ovalada inicial por una cuadrada. 
Además del espacio urbano que dio lugar a la plaza, como parte del proyecto fueron construidos un conjunto de edificios balconados de viviendas particulares cuyos propietarios debían permitir el libre acceso con ocasión de la contemplación de actos y fiestas taurinas. A modo de "cierre" se dispuso en su lado sur, a cada lado del comienzo de la Alameda de Colón, de dos casonas llamadas del "cabildo" y del "concejo", propiedad de dichas instituciones para los mencionados festejos (hoy desaparecidas). La plaza, que recibió en un primer momento el nombre de Plaza del Barrio, hizo las funciones de plaza de toros hasta 1849, momento en el que esta actividad se trasladaría a la plaza de San Agustín.
Aunque todavía se seguirían celebrando corridas de toros en esta plaza durante varios años. El periódico La Paz de Murcia de 14/07/1859, página 1, comenta:

"...Aquí ya tenemos en las esquinas los anuncios para las vacas de muerte que a beneficio de la virgen del Carmen se verifican todos los años en los días 16 y 17 del actual en la plaza del Marqués de Camachos (antes de los Toros). Según ellos cada tarde se correrán un toro, cuatro vacas y algunas novillas para los aficionados. La cuadrilla estará a cargo del conocido espada Vicente Ortega."

## Desarrollo
La plaza fue epicentro de los sucesos en la ciudad en torno a la caída del general Espartero de la regencia en 1843. El 21 de junio de 1843 dice el Diario Mercantil lo siguiente: "Las columnas expedicionarias de Cartagena y Orihuela acaban de entrar en Murcia. El Marqués de Camachos está sitiado en una plaza". Como Comandante de la Milicia Urbana y máximo representante político de la ciudad de Murcia, era el deber del Marqués defender la legalidad del gobierno central representado por el general Espartero que había sido respaldado por las Cortes Generales en 1841, en contra de la sublevación y pronunciamiento de los moderados que querían derrocar el gobierno legítimo. 
El 27 de junio de 1843, después de sufrir seis días de sitio en la plaza (que casualmente luego se denominó de Camachos), se llegó a un acuerdo para cesar los enfrentamientos y consintió en adherirse al pronunciamiento a condición de que lo nombraran presidente de la Junta Provincial. En consecuencia, a partir de 1854, con el retorno de los progresistas al gobierno, la plaza pasó a ser denominada como «Plaza del Marqués de Camachos». 
Con motivo de la visita de Isabel II a la ciudad en 1862 para la inauguración del ferrocarril, se levantó un arco conmemorativo efímero en la misma, entre las casas del cabildo y del concejo. El arco fue destruido pocos años después, cuando se proclamó la Primera República en 1873.
Tras la riada de Santa Teresa de 1879 que causó tantas desgracias en el municipio, se instaló en el centro de la plaza el monumento en honor del benefactor José María Muñoz, potentado que hizo importantes obras de caridad. Estatua situada hoy día al final del paseo del Malecón.